# Солен бунт
Соленият бунт (на руски: Соляной бунт, Московское восстание 1648 г.), известен също и като Априлското въстание, в Москва от 1648 г., започва заради решението на правителството да замени данъци с универсален данък върху солта с цел попълване на държавната хазна след размириците през Смутното време – период в историята на Русия от 1598 до 1613 г., характеризиращ се с управлението на цар Борис Годунов, природни бедствия, полско-шведска интервенция в руските земи в съчетание с тежка институционална, политическа, икономическа и социална криза в Руското царство. Това увеличава неимоверно цената на солта, което от своя страна води до насилствени безредици по улиците на Москва.

## Предистория
Данъчната тежест паднала предимно върху занаятчиите и крепостните, които не били в състояние да плащат високия налог. Освен това много от гражданите и болярите измислили начини, по които да избегнат високите данъци, като така се наложил още по-голям натиск върху тези, които не били в състояние да измамят системата. Това създало недоволство сред жителите на града и увеличило желанието им за данъчна реформа. Повишаването на данъка сол предизвикало осезателно увеличаване на цената на сол и зърнените храни и социалният отзвук бил най-голям, защото се възпирало купуването на осолена риба – неизменно присъстваща на руската трапеза по това време.
Второто по важност оплакване дошло от по-бедните боляри, притежаващи по-малко земя, които искали да си върнат избягалите от тяхната власт крепостни. Крепостници бягали от техните имоти, поради жестокост от страна на техните господари, но също така и често заради лошата почва във владението. В северните части на царството, земята замръзвала и оставала в това положение през по-голям период от годината, което водело до по-малки добиви в сравнение с южните области. По-богатите боляри подлъгвали земеделски ориентираните селяни към своите по-плодородни владения, карайки ги да напускат малките такива на север. Болярският начин на живот и статусът им в обществото зависел почти изцяло от плодородността на земите им. Когато работниците на дребните боляри ги напускали, производителността неизменно спадала, заплашвайки статута на болярина, което довело до недоволство сред елита. Преди въстанието, времето, през което болярите можели да си върнат „изгубени души“ се намалило с указ, това ги накарало да искат премахване на времевото ограничение с цел връщане на крепостниците и запазване на собствения си статус на владетели. Последвалото му премахване затвърждава крепостничеството в Русия и обвързва по-трайно крепостните с дадено владение.
Освен данъчното облагане, руснаците не били доволни и от широко разпространената корупция на местно ниво. Най-големият нарушител от този период бил Леонтий Стефанович Плешчеев, губернатор на Москва. В своя петиция по това време, хората твърдели, „... че заради него данъкоплатците страдат от неоснователни и непосилно високи данъци-грабежи и кражби по наредба на Леонтий.“. Сред царските съветници Борис Морозов бил човекът, който ръководел бюрократизацията на правителството и остро недоволство сред масите. Руснаците били силно обвързани с традицията и се страхували, че по този начин ще загубят връзката си царя, която те толкова много ценели. Докато царят оставал невинен в очите на хората, широко разпространено мнение било, че неговите съветници го подвеждат към грешен път. Бунтовниците казали на Алексей I, че Морозов и приближените му се опитвали да настроят младия цар срещу хората и хората срещу младия цар. Те презирали Морозов заради неговото узурпиране на властта спрямо сложения за владетел Алексей и за опитите му за промяна на установената система.

## Началото на Соления бунт
Всички тези проблеми излизат на показ на 1 юни 1648, при завръщането на Алексей I в Москва от манастира Троице-Сергиева Лавра в Украйна. Тълпа от руснаци заобикалят царя и болярите и се оплакват от своеволията на болярите, чиновниците и военните. Вместо да бъде изслушана тяхната молба, царските телохранители започнали да разпръскват тълпата, изблъсквайки я далеч от царя. Това предизвикало голям гняв сред хората. На 2 юни бунтовниците нахлули в Московския Кремъл и поискали да им бъде предаден Леонтий Плешчеев (ръководител на Земската област и Московската полиция), инициаторът на данъка сол – боляринът Назар Чистой, боляринът Борис Морозов, който бил начело на правителството и неговият роднина Пьотр Траханиотов. Морозов заповяда на стрелците да изгонят размирниците извън Кремъл, но те отказват, защото през времето, когато не работели като телохранители на царя, стрелците се изхранвали със занаятчийство в Москва, затова минали на страната на метежниците, посочвайки, че те „... не искат да се бият с тълпата в името на предателя и тиранин Плешчеев.“ Хората не искали да чуят искрените молби на царя да пощадят Плешчеев и на 3 юни Алексей предава длъжностното лице в техни ръце. Полудялата тълпа не дочакала той да бъде съден, вместо това те го запалили и насекли с брадви на парчета като риба, като оставили парчетата да лежат там на земята. Опожарили няколко града, изгорели между 15 000 и 24 000 къщи; загинали между 1700 до 2000 души. Бунтовниците се разделили на две групи и нападнали най-омразните им боляри, чиновници и търговци, убивайки Назар Чистой докато молел за милост. Когато слуховете за въстанието се разпространили, хората на Морозов започнали да палят пожари, за да противодействат на размирниците, а болярите започват да дават награди за главите на бунтовниците.

## Втората фаза на бунта
На 6 юни, след обещано повишаване на заплатите, стрелците се оттеглят от бунта. На 11 юни, Алексей успява да убеди хората да позволят Морозов да бъде заточен в Кирило-Белозерския манастир в Сибир. Когато пожарите стихват, а половината от Москва е в руини, бунтът постепенно спира. Скоро обаче, провинциалната аристокрация, едрите търговци и гражданите от висшата класа вземат нещата в свои ръце и настояват за свикване на Земския събор, за да се обсъдят заплатите и разпределението им, времето, в което могат да се възвърнат избягалите крепостници и други въпроси. При събранието обаче не се вземат предвид гласовете на крепостните селяни, което води до институционализацията на крепостничеството, вместо да им се предоставят права. След отстраняването на Морозов, Алексей назначава нова група боляри, начело на която е принц Яков Черказки и боляринът Никита Романов. Те започват да разпределят пари, земи и крепостници на дворяните, като на бунтовниците се дават малко права, в това число отлагане на събирането на просрочени задължения за 12 юни. Мерките на правителството увеличава разделението между бунтовниците, което води до множество арести и екзекуции на много от лидерите на въстанието от 3 юли. На 22 октомври, Борис Морозов тайно се завръща в Москва по заповед на Алексей и отново застава начело на руското правителство на мястото на Никита Романов. В крайна сметка бунтът не променя нищо, само затвърждава позициите на властта и старите правила се превръщат в официална правна практика.

## Краят на бунта
Въстанието в Москва предизвика бунтове и на други места в Русия. Повечето от тях се случват в югозападната части, в крепостните градове, където населението се състои от крепостници бегълци и хора с нисък социален статус. Впоследствие много от хората стават войници заради страха си от неблагоприятните реформи и страх от правителството. Промените във военната организация и задълженията им можело да доведат до връщането им като крепостници, затова те изберат да служат на държавата.
Най-значимият резултат на бунта е Общото събрание на провинциите (Земския събор). В него представители на различни социални нива можели да дадат своя глас при приемане и отхвърляне на налаганите от управниците. На практика обаче крепостниците останали без права и им било невъзможно да избягат от съдбата си. За да се разпространят ратифицираните закони и реформи, в Русия започнала да се използва печатарската машина, невиждано до този момент изобретение в страната.